# Lluvia Rojo Moro
Lluvia Rojo Moro   (Madrid, 6 de novembre de 1976) és una actriu i cantant espanyola. Va estudiar traducció i interpretació (anglès i alemany) a Madrid, Nova York i Berlín i teatre amb Jorge Eínes. Canta amb el grup Hard-pop No Band For Lluvia (Subterfuge Records) amb Kevin Kajetzke, Darío Lofish i Lyndon Parish.

## Filmografia

### Cinema
Llargmetratges
- Íntimos y extraños, (2008), de Rubén Alonso.
- Crónicas de la Vieja República (fanfilm)
- El síndrome de Svensson (2006), de Kepa Sojo.
- Pobre juventud (2006), de Miguel Jiménez.
- El Calentito (2005), de Chus Gutiérrez.
- Barrio (1998), de Fernando León de Aranoa.

Curtmetratges
- Chanel 5,de Aarón García Sampedro (2011)
- Sssh!,de Laura Campos (2011)
- Paco, (2009), de Jorge Roelas
- The Old Man in the Sea (2006), d'Enrique Rodríguez
- Ricardo, piezas descatalogadas  (2005), de los Hermanos Rico]
- Las superamigas contra el profesor Vinilo (2003), de Domingo González
- Alianza mortal, de los Hermanos Rico (2002)

### Televisió
Com a presentadora
- Buscamundos (2011)
- Los 40 principales (1997-1998)
- + Música (Canal satélite digital) (1997-1998)

Com a actriu
- Cuéntame cómo pasó (2001-2017)
- Paraíso (2000)
- Hospital Central (1998)
- Ellas son así (1998)
- A las once en casa (1998)

### Teatre
- Planazo Machotes, de Chus Delgado (2013).
- Una oportunidad, de Chus Delgado (2012).
- Don Juan, el burlador de Sevilla, de Tirso de Molina (2008-2009)
- Aquí no paga nadie, de Darío Fo (2004-2005).

#### Ràdio
- Psicosis (2010)[1]
- Un Mundo Feliz 2013)

## Premis i nominacions
- Premi Jove Talent 2013. III Festival Aragonès de Cinema i Dona
- Premi QUEARTE (2011), Joven Talento Femenino
- Premi Ercilla de Teatro 2008. Millor actriu revelació per "Don Juan, el burlador de Sevilla".
- Fundación Lumière: Premi "solidario a las artes escénicas" 2006
- Candidatura Unión de Actores (Espanya) 2004, 2007 i 2010. Millor interpretació femenina de repartiment en televisió per Cuéntame cómo pasó.